# Tuyến Sōbu (Tốc hành)
Tuyến Sōbu (Nhanh) (総武快速線 (Tổng Vũ Khoái Tốc Tuyến) Sōbu-kaisoku-sen) là một dịch vụ đường sắt trên Tuyến Sōbu Chính ở Tokyo và Chiba, Nhật Bản, vận hành bởi Công ty Đường sắt Đông Nhật Bản (JR East). Nó kết nối ga Tokyo ở Chūō, Tokyo với ga Chiba ở Chūō-ku, Chiba đi qua các thành phố Ichikawa, Funabashi, và Narashino đều của tỉnh Chiba.

## Dịch vụ đường sắt
Dịch vụ nhanh của Tuyến Sōbu chủ yếu hoạt động giữa Tokyo và Chiba, mặc dù có các tuyến tiếp nối như Tuyến Yokosuka hay một số dịch vụ tiếp nối khác bắt nguồn từ Tuyến Yokosuka đi qua Tokyo và kết thúc tại Tsudanuma. Trong giờ cao điểm đi làm vào ngày thường, các tàu đi Tokyo có 1 chuyến mỗi 3–4 phút; và được giảm xuống 10 tàu đi Chiba mỗi giờ vào giờ cao điểm buổi tối ngày thường. Còn lại, thường sẽ có xấp xỉ 6 chuyến mỗi giờ, và hầu như nối tiếp trở thành / từ các tuyến khác. Thêm vào đó, mỗi giờ sẽ có một chuyến tốc hành Sân bay Narita đi tới ga Narita Airport (Sân bay quốc tế Narita), bổ sung thêm một lựa chọn giá rẻ so với dịch vụ tốc hành không dừng Narita Express.
Các tàu tốc hành cao tốc chạy vào các giờ cao điểm buổi sáng và buổi tối ngày thường dừng lại tại ít ga hơn so với các tàu tốc hành thông thường. Có 2 tàu đi Zushi khởi hành từ Narita vào buổi sáng và một tàu đi Narita từ Tokyo vào buổi tối.
Có tổng cộng 5 chuyến liner, tên là Home Liner Chiba chạy vào các buổi tối ngày thường, 4 trong số đó khởi hành từ Tokyo và chuyến còn lại khởi hành từ Shinjuku, và chỉ dừng ở các ga theo danh sách dưới đây (dịch vụ khởi hành từ ga Shinjuku dừng một lần tại Akihabara).
Thông tin về các chuyến tàu Narita Express, Shiosai, Ayame, và các dịch vụ tốc hành đặc biệt khác, xin xem bài viết chi tiết cho từng chuyến tàu này.
Các tàu của Tuyến Sōbu (Tốc hành) chạy tiếp nối vào Tuyến Yokosuka, đi tới Ōfuna, Zushi, và Kurihama. Về hướng ngược lại, các tàu này cũng đi tới nhiều hướng khác bằng dịch vụ tiếp nối:
- Kazusa-Ichinomiya, nhờ tiếp nối vào Tuyến Sotobō
- Kimitsu, nhờ tiếp nối vào Tuyến Uchibō
- Narita Airport và Narita, nhờ tiếp nối vào Tuyến Narita
- Kashima-Jingū, nhờ tiếp nối vào Tuyến Kashima
- Narutō, nhờ tiếp nối vào Tuyến Sōbu Chính

## Danh sách nhà ga
- Thông tin của các chuyến local giữa Kinshichō và Chiba, xem Tuyến Chūō-Sōbu.
- Các tàu dừng ở các ga có dấu "●" và không dừng tại các ga có dấu "｜".

| Mã số nhà ga | Nhà ga          | Hán tự   | Khoảng cách (km) | Khoảng cách (km) | Nhanh | Đi lại nhanh | Tuyến nhà Chiba | Nối chuyến | Vị trí          | Vị trí |
| Mã số nhà ga | Nhà ga          | Hán tự   | Giữa các ga      | Từ ga đầu        | Nhanh | Đi lại nhanh | Tuyến nhà Chiba | Nối chuyến | Vị trí          | Vị trí |
| ------------ | --------------- | -------- | ---------------- | ---------------- | ----- | ------------ | --------------- | --- | --------------- | ------ |
| TYOJO19      | Tokyo           | 東京     | -                | 0,0              | ●     | ●            | ●               | - JO Tuyến Yokosuka (tiếp nối) - Tōhoku Shinkansen, Yamagata Shinkansen, Akita Shinkansen và Hokkaido Shinkansen - Jōetsu Shinkansen và Hokuriku Shinkansen - JC Tuyến Chūō (JC01) - JY Tuyến Yamanote (JY01) - JK Tuyến Keihin-Tōhoku (JK26) - JT Tuyến Tōkaidō (JT01) - JU Tuyến Ueno–Tokyo - JE Tuyến Keiyō (JE01) - Tōkaidō Shinkansen - M Tuyến Tokyo Metro Marunouchi (M-17) - T Tuyến Tokyo Metro Tozai (Ōtemachi: T-09) | Chiyoda         | Tokyo  |
| JO20         | Shin-Nihombashi | 新日本橋 | 1,2              | 1,2              | ●     | ●            | ｜              | - G Tuyến Tokyo Metro Ginza (Mitsukoshimae: G-12) - Z Tuyến Tokyo Metro Hanzomon (Mitsukoshimae: Z-09) | Chūō            | Tokyo  |
| JO21         | Bakurochō       | 馬喰町   | 1,1              | 2,3              | ●     | ●            | ｜              | - A Tuyến Toei Asakusa (Higashi-nihombashi: A-15) - S Tuyến Toei Shinjuku (Bakuroyokoyama: S-09) | Chūō            | Tokyo  |
| JO22         | Kinshichō       | 錦糸町   | 2,5              | 4,8              | ●     | ●            | ｜              | - JB Tuyến Chūō-Sōbu (JB22) - Z Tuyến Tokyo Metro Hanzomon (Z-13) | Sumida          | Tokyo  |
| JO23         | Shin-Koiwa      | 新小岩   | 5,2              | 10,0             | ●     | ｜           | ｜              | JB Tuyến Chūō-Sōbu (JB25) | Katsushika      | Tokyo  |
| JO24         | Ichikawa        | 市川     | 5,4              | 15,4             | ●     | ｜           | ｜              | JB Tuyến Chūō-Sōbu (JB27) | Ichikawa        | Chiba  |
| JO25         | Funabashi       | 船橋     | 7,8              | 23,2             | ●     | ●            | ●               | - JB Tuyến Chūō-Sōbu (JB31) - TD Tuyến Tobu Urban Park (TD35) - KS Tuyến Keisei Chính (Keisei Funabashi: KS22) | Funabashi       | Chiba  |
| JO26         | Tsudanuma       | 津田沼   | 3,5              | 26,7             | ●     | ｜           | ●               | - JB Tuyến Chūō-Sōbu (JB33) - SL Tuyến Shin-Keisei (Shin-Tsudanuma: SL23) | Narashino       | Chiba  |
| JO27         | Inage           | 稲毛     | 9,2              | 35,9             | ●     | ｜           | ●               | JB Tuyến Chūō-Sōbu (JB37) | Inage-ku, Chiba | Chiba  |
| JO28         | Chiba           | 千葉     | 3,3              | 39,2             | ●     | ●            | ●               | - JB Tuyến Chūō-Sōbu (JB39) - ■ Tuyến Sōbu Chính (hướng Chōshi) - ■ Tuyến Narita - ■ Tuyến Sotobō - ■ Tuyến Uchibō - Chiba Urban Monorail: Tuyến 1, Tuyến 2 - KS Tuyến Keisei Chiba (Keisei Chiba: KS59) | Chūō-ku, Chiba  | Chiba  |

Ghi chú: Dịch vụ Cao tốc đặc biệt (Special Rapid) bị tạm dừng vào ngày 4 tháng 3 năm 2017.

## Thế hệ tàu
- Dịch vụ Rapid: Dòng E217
- Dịch vụ Limited Express: 
  - Dòng 255
  - Dòng E257